# Villeneuve-de-Berg

Villeneuve-de-Berg este o comună în departamentul Ardèche din sud-estul Franței. În 1 ianuarie 2022 avea o populație de 3.031 de locuitori.